# Big Beaver
Big Beaver és una població dels Estats Units a l'estat de Pennsilvània. Segons el cens del 2000 tenia 2.186 habitants.

## Demografia
Segons el cens del 2000, Big Beaver tenia 2.186 habitants, 869 habitatges, i 635 famílies. La densitat de població era de 47,4 habitants per quilòmetre quadrat.
Dels 869 habitatges en un 26,5% hi vivien nens de menys de 18 anys, en un 63,2% hi vivien parelles casades, en un 7,1% dones solteres, i en un 26,9% no eren unitats familiars. En el 23,2% dels habitatges hi vivien persones soles el 10,7% de les quals corresponia a persones de 65 anys o més que vivien soles. El nombre mitjà de persones vivint en cada habitatge era de 2,47 i el nombre mitjà de persones que vivien en cada família era de 2,9.
Per edats la població es repartia de la següent manera: un 20,1% tenia menys de 18 anys, un 5,5% entre 18 i 24, un 26,8% entre 25 i 44, un 29,5% de 45 a 60 i un 18,1% 65 anys o més.
L'edat mediana era de 44 anys. Per cada 100 dones de 18 o més anys hi havia 96,3 homes.
La renda mediana per habitatge era de 37.297 $ i la renda mediana per família de 43.523 $. Els homes tenien una renda mediana de 34.688 $ mentre que les dones 23.945 $. La renda per capita de la població era de 17.228 $. Entorn del 7% de les famílies i el 9,8% de la població estaven per davall del llindar de pobresa.

## Poblacions més properes
El següent diagrama mostra les poblacions més properes.